# روبرت هودج
الدكتور روبرت هودج والذي هو من أصل إفريقي أمريكي، ومتخصص في الصحة العامة، ومحاضر وناشر، قد ترك بصمته في مجالالصحة العامة المحلية في مدينة فيلادلفيا بولاية بنسلفانيا. لقد بلغت اسهاماته في مجال الصحة العامة حد الأفق وهي تشمل: عضات الكلاب على البشر ، ولدغ الفئران على الأطفال المدن الداخلية، وتقييم مشاريع الإسكان العام، وحوادث القتل في فيلادلفيا، والكشف عن العنف المنزلي من قبل الأطباء الممارسين)، وتطوير مقاييس أداء الصحة العامة.
حصل روبرت هودج على بكالوريوس في العلوم الفيزيائية من أكاديمية الولايات المتحدة البحرية، أنابوليس. ولقد التحق بعد ذلك بجامعة تمبل في فيلادلفيا حيث حصل على ماجستير العلوم في علم وظائف الأعضاء من كلية الطب في عام 1994 ؛ وعلى شهادة الماجستير في الصحة العامة في صحة المجتمع العامة في عام 1996، وأيضاً حصل على درجة الدكتوراه في الدراسات الصحية في عام 2000. ولقد كان عنوان أطروحته هو: «دراسة العوامل السلوكية ذات الصلة بين الالتزام الناجح لمرضى السل والعلاج المراقب المباشر» والتي ساعدت العديد من الممارسين في مجال الصحة على فهم الأسباب وراء الصعوبات التي واجهت بعض مرضى السل في اتباع النظام الدوائي اليومي. لقد أدت نتائج هذه الدراسة إلى تحسين مدى التزام المرضى بنظام الأدوية الأخرى مثل فيروس [[مرض|نقص المناعة [[البشرية وارتفاع ضغط الدم.

## نبذه عن الحياة المهنية في مجال الصحة العامة
ابتداءً من عام 2009 فلقد قام الدكتور هودج بإدارة برنامج مدينة فيلادلفيا للتقييم الطبي للموظفين والذي يشرف على مدى كفاءة العمل للمتقدمين للعمل والموظفين الحاليين. فمن عام 2007 وحتى 2009، عمل الدكتور هودج في مدينة فيلادلفيا كمدير مساعد المساعد للخدمات الصحة البيئية، وقبل ذلك كان مدير مكتب الطب الشرعي في فيلادلفيا حيث كان يشرف على تنفيذ الخطط التي تعمل على تحسين الخدمات للعامة في حالات وفاة أحد أفراد الأسرة. عمل الدكتور هودج أيضا كمديرا لمركزين صحيين في المدينة حيث عمل على تحسين خدمات الرعاية الصحية المجانية للذين لايملكوون تأمين صحياً والعاطلين عن العمل. ولقد شغل سابقاً منصب مدير برنامج فيلادلفيا لمكافحة السل وكان مسؤولا عن تأمين العلاج المناسب للمهاجرين الجدد والمواطنين الذين لايملكون تأمين طبي.

## الخدمة العسكرية
بدأ روبرت هودج مسيرته في الصحة العامة في عام 1973 كمجند في مستشفى افراد القوات البحرية الأمريكية، ولقد قام بإدارة الاحتياج الصحي للجرحى من البحريين وجنود المشاة البحرية الذين عادو من فيتنام في عام 1974. وكأحد افراد القوات بالمستشفى، كان هودج منح وسام حقبة فيتنام وعدة جوائز من وحدة الاقتباس. وبعد ثلاث سنوات كأحد افراد القوات، فاز هودج بترشيح أمين بحرية الولايات المتحدة بالأكاديمية للبحرية التحضيرية (بالإنجليزية: United States Naval Academy Preparatory School)‏ في نيوبورت رود آيلاند، تلاه تعيينه ولمدة أربع سنوات في الأكاديمية البحرية بالولايات المتحدة (بالإنجليزية: United States Naval Academy)‏ في انابوليس بولاية ماريلاند. ولقد تم تعيينه بعد التخرج، تم تعيينه في اسطول المحيط الأطلسي حيث شغل منصب مسؤول الاتصالات على متن يو اس اس ديو، دد - 989. كما انه تم تعيينه كمسؤول فريق الدعم مع فريق الدعم لأساطيل المحيط الأطلسي والذي مقره في تشارلستون بولاية ساوث كارولاينا. وفي عام 1981 ترك الفريق هودج الخدمة العسكرية لمواصلة خدمته العامة في القطاع المدني.

## انجازاته المهنية
في عام 2002 قدم الدكتور هودج بإلقاء محاضرات حول «برنامج إدارة الجودة في وزارة الصحة المحلية» و«التقييم الصحي للمجتمعات: منازل باسينك» في العديد من المؤتمرات الصحة العامة السنوية الأمريكية. ولقد عمل أيضاً كمدرس مساعد في وزارة الصحة العامة في جامعة تمبل من عام 2002 حتي 2006. وهو أيضاً مساعد برفسور في جامعة دريكسيل بكلية الصحة العامة، وتعيين ثانوي كأستاذ في الصحة العامة في نفس المؤسسة. وهو يقوم بتدريس الجوانب القانونية وصنع القرارات في إدارة الخدمات الصحية وأيضاً مساعد برفسور في جامعة ستراير في فيلادلفيا. وكان منح هودج جائزة «خريجي الدراسات العلية» من قبل إدارة جامعة تمبل للصحة العامة في عام 2005 ؛ ولقد خدم في جامعة تمبل، في كلية زوار مجلس حلفاء الصحة في عام 2006، وأنه قد عمل في لجنة دورية مؤسسة مدينة فيلادلفيا في العشر سنوات الماضية بالإضافة إلى ذلك فقد شارك في فريق دورية الوفيات بين الرضع والشباب في فيلادلفيا حيث قام بدراسة الوساءل الوقائية لمنع الوفاة بين الرضع والشباب. ومنذ عام 2008 ساهم الدكتور هودج في مكتب عمدة للاستثمار من خلال تقديم النصح والإرشاد للطلاب الراغبين في متابعة مهنة الصحة العامة.

## طفولته
ولد روبرت هودج في سالزبورغ (بالإنجليزية: Salzburg)‏، بالنمسا (بالإنجليزية: Austria)‏ لأم نمساوية وأب لم يعرفهما ابدا. فمنذ الولادة وحتى سن الخامسة عاش روبرت ثنائي العرق في دار للأيتام النمساوية تحت وصاية الدولة في النمسا. ولقد تم تبنيه من قبل زوجين أمريكيين من الجيش المتمركز بالقرب من فيزنشيا، في إيطاليا. وفي هذا الوقت بدأ روبرت الذي كان يتحدث اللغة الألمانية بتعلم اللغة الإنجليزية، وأصبح قارئ نهماً لكتب العلوم والغموض. وفي سن السابعة انتقلت العائلة إلى الولايات الأمريكية واستقرو في ولاية نيو جيرسي حيث التحق روبرت بالمدارس العامة في مقاطعة مونموث. وبعد خمس سنوات منذ قدومة إلى الولايات المتحدة، أصبح روبرت مواطن أمريكي بالتجنس.
اليوم، يواصل الدكتور هودج العمل في مجال الصحة العامة بمدينة فيلادلفيا، والقاء المحاضرات المتعلقة بمقررات الصحة العامة وإدارة الخدمات الصحية، وهومن هواة السفر ويعيش مع شريكة حياته في جبل ايري (بالإنجليزية: Mt. Airy)‏.

## وصلات خارجية
الصحة العامة في ولاية فيلادلفيا